# نرت بتزدا (مریلند)
نرت بتزدا (به انگلیسی: North Bethesda) شهری در ایالت مریلند کشور ایالات متحده آمریکا است که جمعیت آن در سرشماری سال ۲۰۱۰ میلادی، ۴۳٬۸۲۸ نفر بوده‌است.